# Adelognathus difformis
Adelognathus difformis là một loài tò vò trong họ Ichneumonidae.